# Коровессис, Перикл
Перикл Коровессис (греч. Περικλής Κοροβέσης, 20 июля 1941 — 11 апреля 2020) — греческий политический деятель левого толка, писатель и журналист.

## Биография
Он изучал театр у Димитриса Рондириса, семиотику у Ролана Барта и посещал курсы Пьера Видаль-Наке, Марселя Детьена, Корнелиуса Касториадиса и других в Париже. Выпускник Высшей афинской школы драматического искусства, он работал в передвижном театре. С раннего возраста он участвовал в боевом демократическом движении левых. Во время хунты «чёрных полковников» (1967—1974) он был арестован 8 сентября 1967, заключен в тюрьму, где подвергнут пыткам, а спустя полгода выпущен «за отсутствием доказательств вины». На свободе он был обязан дважды в месяц отмечаться в полицейском участке, однако ему удалось бежать из страны.
Автор воспоминаний-свидетельства «Допрос в Афинах» (греч. Ανθρωποφύλακες), переведённых на французский (1969), английский (1970), шведский (1970), финский (1970), норвежский (1973), турецкий (1972), немецкий (1976) и португальский языки (1970), значительно пошатнувших режим «чёрных полковников». Книга была впервые издана в 1969 году в нескольких экземплярах в Женеве и затем в многочисленных переводах открыла миру истинное лицо хунты. Свидетельства о терроре против политзаключённых, высказанные Коровессисом в книге и лично перед Amnesty International и Совету Европы помогли сформулировать обвинения против диктатуры, которая поспешила выйти из Совета, фактически признав правдивость показаний Коровессиса и других её жертв.
В 1998 году был избран местным депутатом в муниципалитете Афин. На парламентских выборах 2007 года избран депутатом от Коалиции радикальных левых (СИРИЗА) по 1-му округу Афин. Участвовал в Постоянной комиссии по вопросам образования и Дипломатической делегации по дружбе и сотрудничеству с парламентами Грузии, ЮАР и Швеции. Среди прочего, отстаивал права человека в целом, гуманное отношение к иммигрантам, защиту окружающей среды и связи с греческой диаспорой. В 2009 году вышел из партии.
Его статьи публиковались в различных периодических изданиях, в том числе в ежедневной «Элефтеротипия».